# Veveří (loď, 1961)
Loď Veveří (do roku 1993 Kyjev) byla poslední vlastní zprovozněnou lodí Dopravního podniku města Brna (DPMB), který ji využíval v rámci lodní dopravy na Brněnské přehradě. Toto plavidlo bylo v provozu mezi lety 1961 a 2011 pod evidenčním číslem 4807.

## Historie

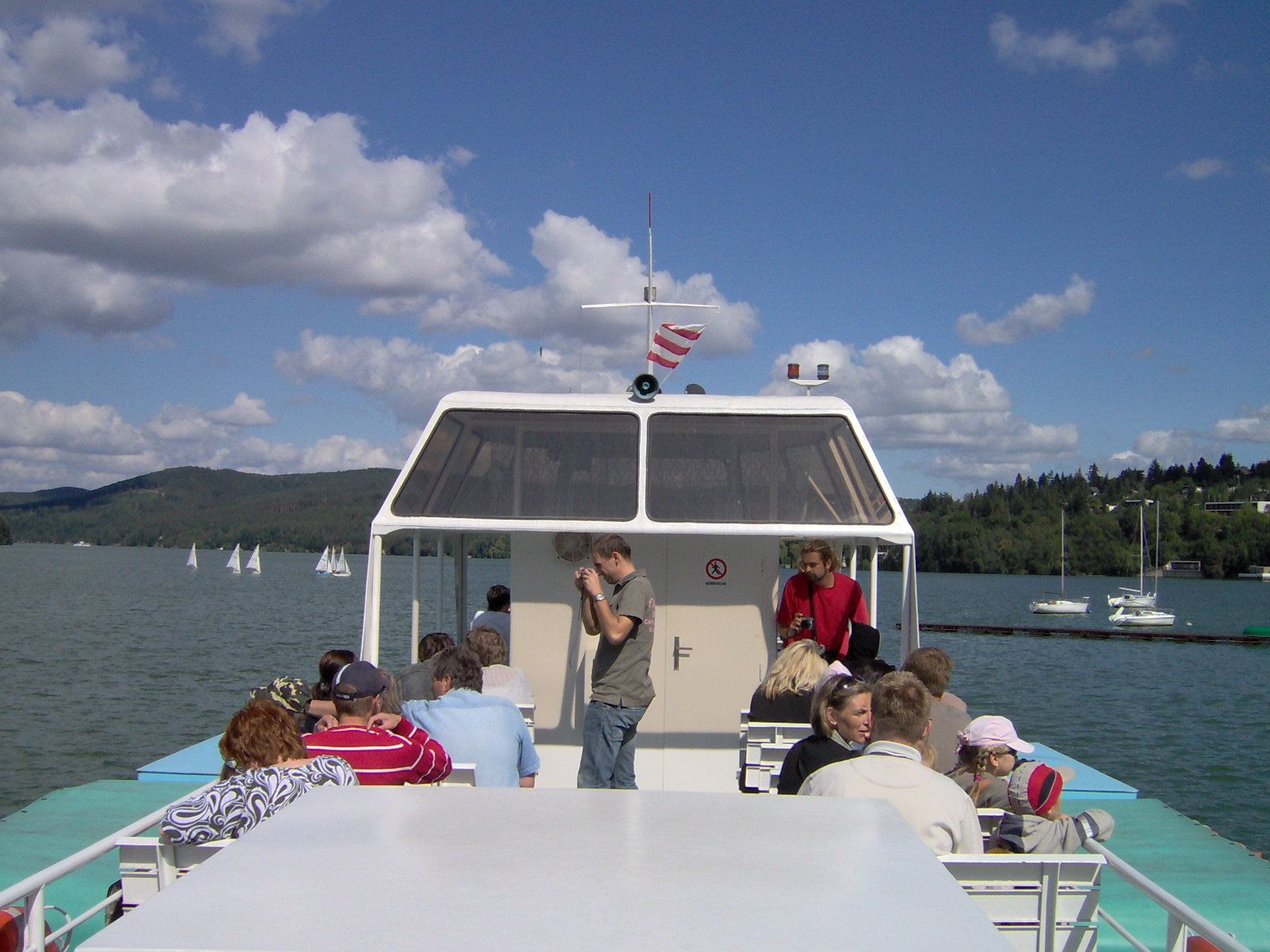
Horní paluba Veveří

V roce 1960 se DPMB rozhodl pro stavbu nové velké, dvoupalubové lodě. Zároveň s jejím zprovozněním chtěl vyřadit jednu z dvojice původních, německých, kapacitně již nevyhovujících lodí Brno a Morava. Stavba nového plavidla, která byla povolena Plavební správou, započala v únoru 1961 a skončila v srpnu téhož roku. Veškeré práce prováděli pracovníci Dopravního podniku v Ústředních dílnách DPMB v Pisárkách a především v bystrcké loděnici, což byl starý dřevěný hangár. Loď Kyjev byla na vodu slavnostně spuštěna na konci srpna 1961 a brzy nato se zařadila do pravidelného provozu. Tento počin se stal osudovým pro loď Morava, která byla na jaře roku 1962 odprodána na Vranovskou přehradu.
Kyjev poté spolehlivě sloužil dalších 28 plavebních sezón. V roce 1990 již nevyplul, protože byla připravena celková rekonstrukce tohoto plavidla, podobná té, jakou podstoupily ostatní brněnské dvoupalubové lodě. Modernizace probíhala v letech 1990 – 1992, loď ale vyplula až v plavební sezóně 1993. Při prvním spuštění na vodu v tomto roce byl Kyjev v důsledku změněné politické situace přejmenován na Veveří. Od té doby se Veveří plavilo po nádrži Brněnské přehrady do roku 2011. Tato loď ale byla poněkud méně využívána z důvodu omezení pohybu cestujících, což bylo důsledkem 16 nosných sloupů v interiéru plavidla. Při obnově flotily DPMB byla za 200 tisíc korun odprodána provozovateli restaurace U Kotvy (na břehu Brněnské přehrady), který loď v roce 2012 upravil na novou restauraci s muzeem lodní dopravy; plavidlo stojí na břehu u přístupu k bystrckému přístavišti.

## Konstrukce

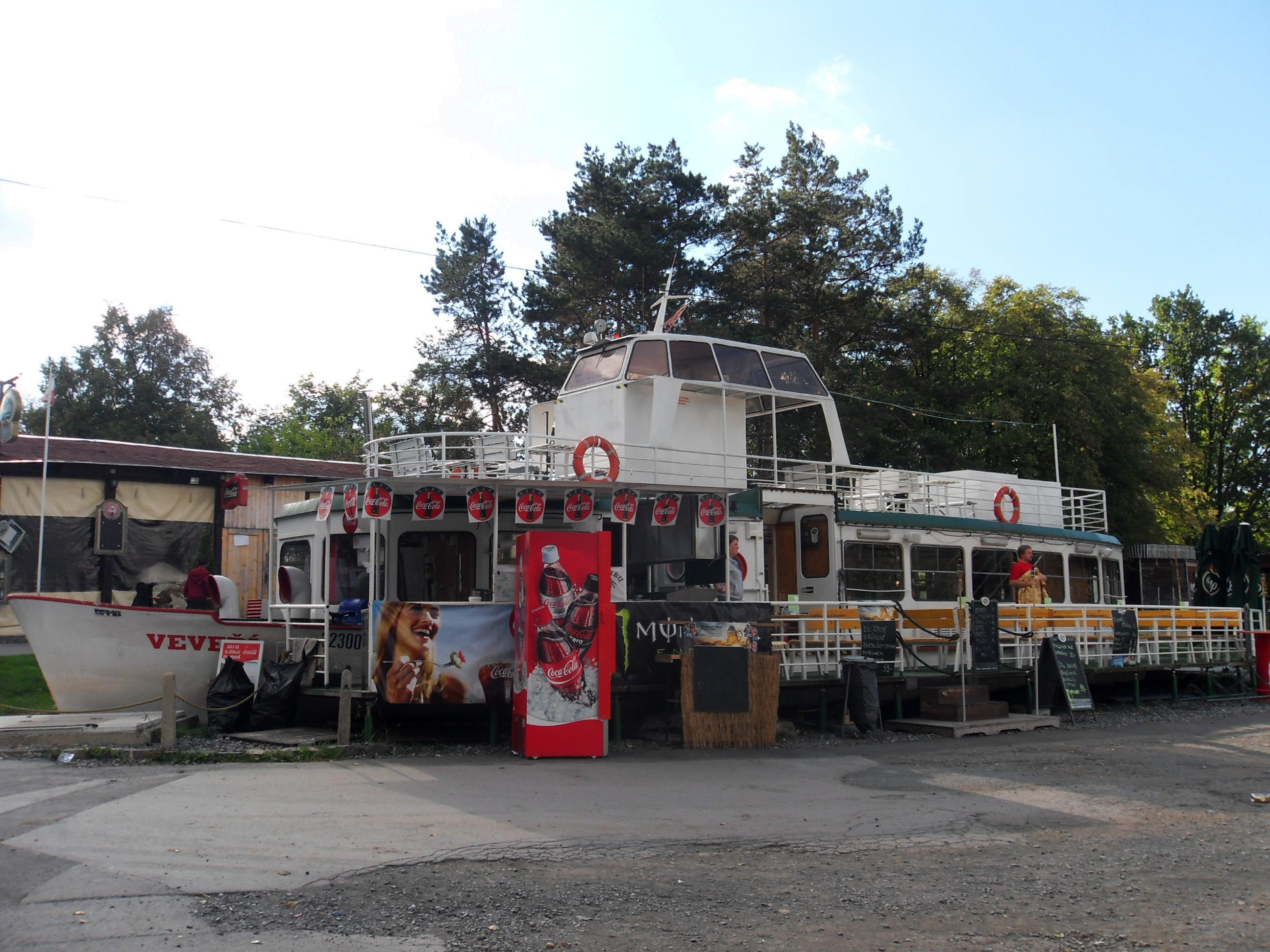
Veveří jako restaurace

Veveří je velkou (vzhledem k lodím provozovaných DPMB), dvoupalubovou lodí. Spodní paluba je uzavřená a v její zadní části se nachází schodiště, které vede na otevřenou horní, tzv. sluneční palubu, jež je umístěna na střeše té spodní. Uprostřed horní paluby (přibližně v jedné třetině délky lodě) se nachází vyvýšená kormidelna, takže kapitán lodě měl výhled do všech stran.
Trup lodě, který tvoří elektricky svařovaný lodní plech o síle 3 a 4 mm, je vyztužen žebry z úhlového železa. Tato žebra jsou rozmístěna po celé délce lodi ve vzájemné vzdálenosti 500 mm. Trup je také rozdělen čtyřmi vodotěsnými překážkami na pět úseků. Skeletová nástavba lodě byla provedena odlišně, než u ostatních brněnských lodí. Strop spodní paluby nese 16 ocelových sloupů, které jsou uchyceny do konstrukce lodního trupu.
Loď byla poháněna tramvajovým elektromotorem Škoda TIS o výkonu 19 kW, jenž byl původně napájen olověným akumulátorem.
V roce 1974 byla legislativně snížena kapacita lodě z původních 350 na 280 cestujících. V 70. letech také došlo k výměně olověného akumulátoru za alkalický, ten byl ale v průběhu 80. let nahrazen olověným.
Velká rekonstrukce, která loď potkala na začátku 90. let, se lišila od těch, které byly prováděny Dopravním podnikem v 80. letech. Původní nástavba nebyla zrušena, byly z ní pouze odříznuty oba boky se střešními oblinami, které byly nahrazeny novými, vzhledově se blížícími ostatním lodím. Zbytek nástavby (střední část s horní palubou a kormidelnou) byl důkladně opravena, stejně jako trup. Nosné sloupy v interiéru byly nahrazeny novými.